# Sollentuna och Färentuna domsaga
Sollentuna och Färentuna domsaga, var en domsaga i Stockholms län. Domsagan bildades 1 januari 1916 (enligt beslut den 28 maj 1915) genom utbrytning ur Södra Roslags domsaga och upplöstes 1971 i samband med tingsrättsreformen i Sverige. Domsagan överfördes då till Sollentuna och Färentuna tingsrätt.
Domsagan lydde under Svea hovrätts domkrets.

## Härader
Domsagan omfattade Sollentuna och Färentuna härader.

## Tingslag
Endast ett tingslag lydde under domsagan.
- Sollentuna och Färentuna domsagas tingslag

## Häradshövdingar
| Ämbetstid | Namn                     | Levnadstid |
| --------- | ------------------------ | ---------- |
| 1916–1921 | John Axel Josef Österlöf | 1869–1953  |
| 1921–1922 | Knut Dahlberg            | 1877–1949  |
| 1922–1926 | Carl Soldan Ridderstad   | 1870–1926  |
| 1927–1930 | Algot Bagge              | 1875–1971  |
| 1930      | Emil Sandström           | 1886–1962  |
| 1931–1933 | Karl Stenström           | 1869–1933  |
| 1936–1947 | Gustaf Masreliez         | 1880–1964  |
| 1948–1961 | Ove Hesselgren           | 1894–1979  |
| 1961–1966 | Arvid Ribbing            | 1908–1981  |
| 1966–1970 | Torvald Hellquist        | 1910–2000  |